# Eugenia Cauduro
Eugenia Cauduro (ur. 20 grudnia 1967 w Meksyku) – meksykańska aktorka.

## Wybrana filmografia
- 1999: Nigdy cię nie zapomnę jako Silvia Requena Ortiz
- 2000: Cena miłości jako Gabriela Galván
- 2003: Córka przeznaczenia jako Julia Moreno
- 2009: Verano de amor jako Graciela de Carrasco
- 2012: Otchłań namiętności jako Dolores "Lolita"
- 2012-2013: Qué bonito amor jako Gloria Reyes
- 2014: El color de la pasión jako Magdalena Murillo
- 2016: Droga do szczęścia jako Marissa de Montero

### Premios TVyNovelas
| Rok  | Kategoria                        | Telenowela                | Wynik     |
| ---- | -------------------------------- | ------------------------- | --------- |
| 2017 | Najlepsza aktorka współpracująca | Droga do szczęścia        | Nominacja |
| 2015 | Najlepsza aktorka współpracująca | El color de la pasión     | Nominacja |
| 2013 | Najlepsza aktorka współpracująca | Otchłań namiętności       | Nominacja |
| 2003 | Najlepsza aktorka drugoplanowa   | Córka przeznaczenia       | Wygrana   |
| 1998 | Najlepsze kobiece objawienie     | Alguna vez tendremos alas | Nominacja |
| 1998 | Najlepsza antagonistka           | Alguna vez tendremos alas | Wygrana   |